# Монкс-Маунд

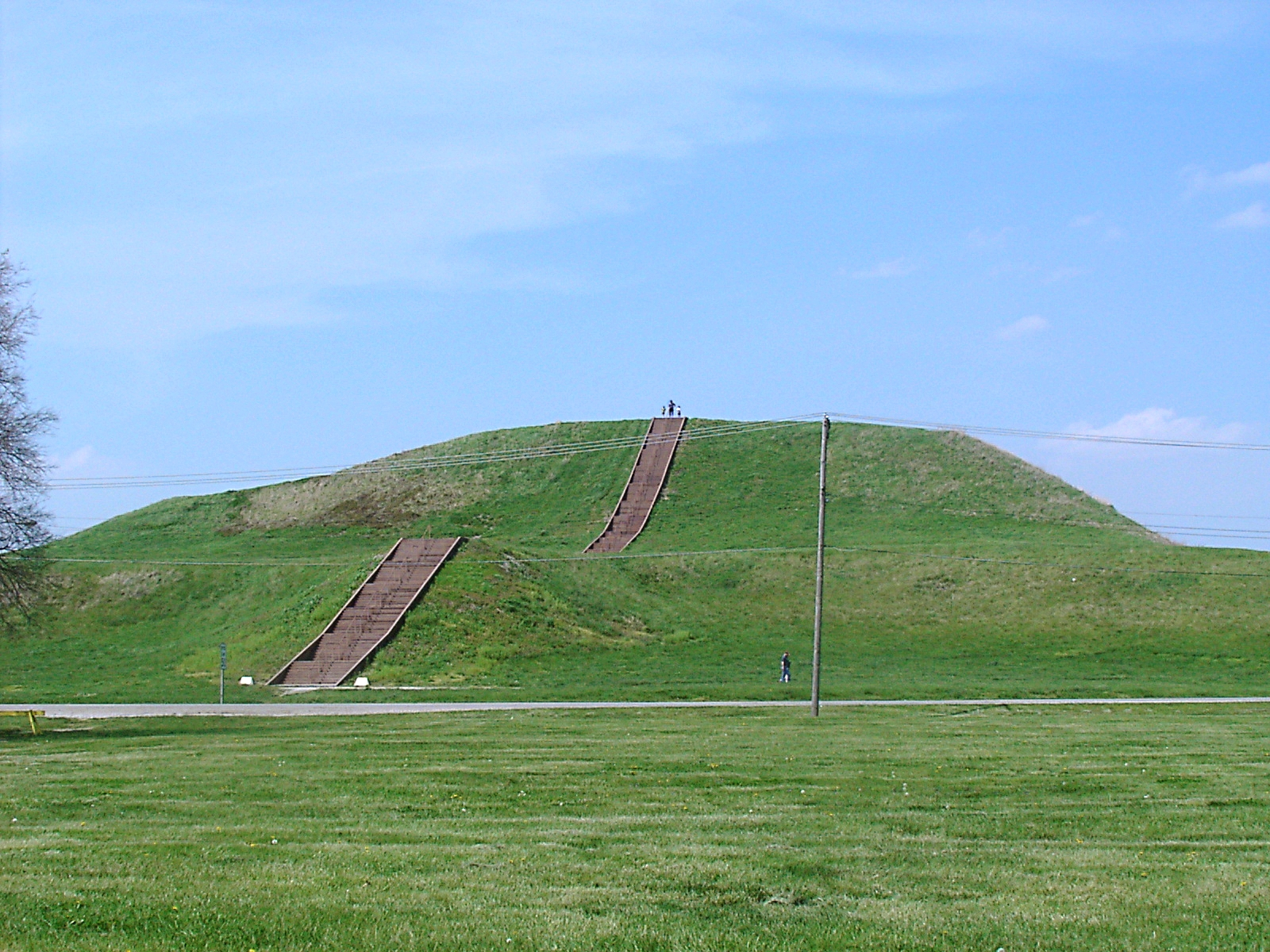
Монахов курган, вид летом. Бетонные ступеньки сооружены примерно там же, где в древности была деревянная лестница.

Монкс-Маунд (англ. Monk's Mound, дословно — «Монахов курган») — крупнейшее в Северной Америке (за исключением Месоамерики) земляное сооружение доколумбовой эпохи. Входит в состав археологического комплекса Кахокия около Коллинсвилла в штате Иллинойс. 
Предположительно курган изначально должен был быть значительно меньшего размера, однако из-за того, что дождь постоянно размывал его и вызывал сползание почвы, его пришлось увеличить. Курган сооружался в несколько этапов с 900 по 1100 гг. н. э.